# Kees Mijnders
Kees Mijnders (Eindhoven, 1912. szeptember 28. – 2002. április 1.) holland válogatott labdarúgó.
A holland válogatott tagjaként részt vett az 1934-es világbajnokságon.